# Argiope lobata
Argiope lobata és una espècie d'aranya araneomorf pertanyent a la família dels aranèids. Té un escut cefalotoràcic igual que l'Argiope bruennichi però sense la taca negra present a la regió toràcica, que queda recoberta per l'opistosoma. Potes anellades com a l'A. bruennichi. Abdomen, a diferència de les altres espècies del gènere, fortament lobulat.
És relativament freqüent al sud d'Espanya. Presenta un elevat dimorfisme sexual; el mascle mesura 6 mm i la femella 25 mm. La tela és gran, de fins a 60 cm de diàmetre; i el fil, un dels més resistents. Amb una sola inseminació és capaç de pondre diverses postes de les quals surten un gran nombre d'aranyes.